# Bernhard Kuhse
Bernhard Kuhse (ur. 22 lutego 1856 w Kolonii, zm. 16 lipca 1917 w Berlinie) – nauczyciel w Królewskim Gimnazjum Realnym w Bydgoszczy, inicjator założenia pierwszego klubu piłkarskiego w Bydgoszczy, długoletni prezes klubu wioślarskiego Frithjof.

## Działalność sportowa
Już jesienią 1891 roku, 7-klasiści Królewskiego Gimnazjum Realnego pod kierunkiem Bernharda Kuhse, grywali w „Hempelsche Felder” (obecnie rondo Jagiellonów) w piłkę nożną. W dniu 16 czerwca 1894 roku 23 11-klasistów założyło „Fuβballverein”. Był to pierwszy klub piłkarski w Bydgoszczy i jeden z pierwszych szkolnych klubów sportowych w Niemczech. Zarząd klubu składał się z uczniów. Gimnazjaliści dwa razy w tygodniu grali w piłkę, na dzierżawionych od lata 1892 roku przez szkołę boiskach w pobliżu leśniczówki Bocianowo. W dniu 2 września 1894 roku, klub rozegrał swój pierwszy oficjalny mecz. W ramach obchodów święta „Dnia Sedanu” (zwycięstwo Prus nad Francją w bitwie pod Sedanem w 1870 roku), na łące w Ostromecku drużyny „niebieskich” i „czerwonych” zremisowały 1:1. Klub miał od 13 do 36 członków. Na początku roku szkolnego 1914, klub miał 18 członków. Większość z uczniów wraz z wybuchem I wojny poszła na front. Pozostało tylko 5 uczniów którzy nadal grali w piłkę.
2 września 1894 roku, ci sami uczniowie założyli „Ruderverein” – klub wioślarski. Z czasem klub ten przyjął nazwę „Borussia”.
W latach 1898–1904 Bernhard Kuhse był prezesem klubu wioślarskiego Frithjof. Dnia 19 lipca 1904 Kuhse został członkiem honorowym „Frithjofu”.
W 1904 roku Kuhse przeniósł się do Berlina, gdzie nauczał w gimnazjum im. Fryderyka Wilhelma w którym założył szkolny klub wioślarski „Kaiser Wilhelm”.